# Idris (profet)
Idris este un profet antic menționat în Coran. El a fost identificat în timp atât ca Enoh cât și, de anumite ramuri ale islamului, drept Hermes Trismegistos.

## Nume
Încercări de interpretare a numelui său dau ca etimologie verbul arabic pentru ”a instructa” datorită pasiunii lui Enoh pentru studiul cărților sacre, dar și a rolului profetului ca mediator și interpret între mundan și divin.

## În Coran
În Coran profetul Idris apare menționat de două ori:
- ”Amintește-l pe Idris în Carte! El a fost un drept, un profet. Și Noi l-am ridicat la loc înalt.” (sura 19:56-57)
- ”Și Ismail, și Idris, și Du-l Kifl! Toți au fost răbădători. Noi i-am înconjurat cu milostenia Noastră. Ei sunt dintre cei drepți.”[1] (21:86)

## Idris ca Hermes Trismegistos
Dat fiind interesul lor pentru ezoteric, ramura șiită ismailită a fost prima care l-a identificat pe Idris drept Hermes Trismegistos, asimilând astfel personajul antic islamului. 
Printre primii autori ismailiți a căror gândire prezintă influențe hermetice a fost Jabir ibn Hayyan (sec. IX). bazându-se pe teoria din hermetism care spune că și obiectele neînsuflețite posedă niște calități care nu sunt perceptibile de către simțuri, dar și pe credința esoterică islamică în zahir și batin (manifest/ascuns, se aplică în special interpretării Coranului), elaborează ”Teoria Balanței”, și anume că în orice obiect există un anumit raport între zahir și batin, și își dedică timpul încercării de a afla acest raport. Adăugând la acestea și ideea că totul este transformare și devenire, el este unul dintre primii care au dorit obținerea ”aurului pur”. Corbin consideră că, din punctul lui Jabir de vedere, ”fazele operației în mod real săvârșite asupra unei materii în mod real date, simbolizează cu fazele reîntoarcerii Sufletului la sine.”  Cât despre textele atribuite lui Hermes, o idee legată de proprietățile ascunse ale obiectelor o întâlnim în Despre energie și senzație: ”Energiile nu se găsesc numai în trupurile însuflețite, ci și în cele neînsuflețite, cum ar fi lemnul, piatra și alte asemenea lucruri.”

Foarte important de menționat, în contextul legăturii dintre Jabir și Hermes, este textul numit Sirr al-Khaliqa, compus în secolele al nouălea sau al zecelea pe baza unor surse grecești și siriace, atribuit lui Hermes, dar scris de un anume Pseudo-Apollonius din Tyana (Balinas), care se presupune, de către unii, că ar fi fost chiar Jabir. Aceasta este cea mai timpurie, și probabil sursa originală, a celebrei Tabula Smaragdina,  chintesența gândirii hermetice, în care trimiterile alchimice sunt evidente. Aceasta mai apare și în versiunea lungă a lucrării Sirr Al-Asrar (Secretum Secretorum), scrisă tot în aceeași perioadă și tradusă masiv în Europa Renascentistă, motiv pentru care a reprezentat mijlocul principal de propagare a Tablei de Smarald în occident.
Un alt autor ismailit de secol IX influențat de hermetism este Abu Hatim ar-Razi, care, în lucrarea sa Știința Profeției îl menționează pe Hermes de mai multe ori, spunând clar că este același personaj cu Idris: ”pe scurt, originea științei astronomiei este de la Idris. Hermes este Idris. El a fost un profet și un membru al comunității noastre, nu unul al comunității apostaților. Au fost cinci generații între el și Adam.”  Într-un singur paragraf, Ar-Razi arată fără rețineri atât faptul că Hermes este același și cu Idris din Coran și cu Enoh, cât și recunoașterea lui drept profet al comunității islamice ismailite.

Gânditorii ismailiți au luat în considerar și problema surselor. Aceștia au încercat să își explice modul în care învățătura hermetică a ajuns până la ei, cu atât mai mult cu cât considerau că a fost revelată nu la mult timp după Geneză. Una dintre legendele imaginate ne este transmisă de Abu Mashar (m. 886), care spune că pentru a păstra cunoașterea, Hermes a lăsat inscripții pe pereții templelor și ai peșterilor, descoperite ulterior de către niște înțelepți, și că și profetul la rândul său a primit învățăturile dintr-o carte scrisă pe table de safir care i-a fost dată de un înger. În plus, menționează și faptul că Balinas a primit aceste table direct de la Hermes.  Este evident faptul că Abu Mashar avusese acces la lucrarea lui Pseudo-Apollonius. Interesant este că, deși paragrafe legate de obligativitatea ascunderii cunoașterii de cei care nu o pot înțelege apar destul de frecvent în Corpus Hermeticum, în textul numit Discurs asupra lui Opt și Nouă descoperit la Nag Hammadi, Hermes îl roagă explicit pe fiul său să scrie tot ceea ce a fost învățat pe niște stele de turcoaz, pe care să le ascundă în sanctuarul său ca să fie păzite.

Legăturile Fraților Purității cu Hermes sunt vizibile pe mai multe planuri. În primul rând, numele său apare de mai multe ori de-a lungul textului celor 52 de epistole publicate de aceștia. Un fragment de acest gen este următorul: ”sufletele lor tânjesc să se ridice pentru a putea asculta aceste armonii și să privească mișcările, după cum și sufletul lui Hermes Trismegistos s-a înălțat și a văzut- El care este Idris profetul, pacea fie asupra lui!”  Mai mult decât simpla mențiune a numelui, paragraful ne oferă și alte informații cu privire la modul în care era perceput. El este identificat ca fiind profetul Idris și primește formula ”pacea fie asupra lui”, rezervată ”prietenilor lui Dumnezeu”. În plus, ni se specifică faptul că s-a înălțat printre aștri ca să poată asculta și vedea armonia universului. Aceasta este o referire atât la versetul din Coran, cât și la legenda conform căreia Hermes a fost ridicat până la Saturn, a șaptea sferă, unde s-a rotit împreună cu planeta timp de treizeci de ani, ca apoi să se întoarcă și să îi învețe pe oameni despre astrologie.  Pe lângă importanța cifrei 7 pentru ismailiți, pasajul trimite și la Discurs asupra lui Opt și Nouă, în care tatăl îi povestește fiului despre planurile al optulea și al nouălea de existență, cele imateriale. A șaptea sferă este, în planul material, cel mai departe (sau aproape de Centru) cât putea Hermes să ajungă. Și în Mintea către Hermes, la  versul 7, găsim o trimitere la cele șapte lumi: ”Privește și cele șapte lumi cu rânduiala lor nepieritoare și care umplu Veșnicia cu mersul lor diferit.” 
În esență însă, epistola vorbește despre armonia muzicii universului și a felului în care aceasta este redată în muzica pământeană. Găsim și în Corpus Hermeticum idei de acest fel: ”Astfel, cel care este Muzicianul-Zeu din fire, nu numai în făurirea armoniei cântecelor sale cerești, dar și în emiterea ritmului melodiei propriilor sale cântece până la fiecare instrument în parte, este, ca Zeu, neobosit.”  sau, în Asclepios, ”căci această ordine, prin care fiecare lucru ocupă locul său cuvenit în unitatea întregului este cu adevărat o armonie minunată și o melodie divină.”   Stima Fraților Purității față de gândirea hermetică nu s-a oprit la a integra idei ale acesteia în Epistolele lor, ci a mers până la a împrumuta ritualuri de la Sabeeni legate de Trismegistos. Henry Corbin spune că obișnuiau să stea noaptea sub cerul liber și să cânte imnuri precum ”Orionul lui Idris”, adică al lui Hermes.

Alte mențiuni ale lui Idris ca Hermes apar și la autori precum Al-Mubașșir ibn Fatik sau Shahrastani. O lucrare foarte important de menționat datată în secolul al XI-lea este cea cunoscută sub numele latin de Picatrix, alcătuită în Andaluzia și atribuită Fraților Purității. Pe lângă faptul că, alături de Secretum Secretorum ea a avut un rol major în transmiterea hermetismului în Europa, Picatrix mai stă și ca dovadă a prezenței unei facțiuni ismailite în Spania, facțiune care se legitimiza de la gânditori precum Jabir sau autorii Epistolelor. În esența ei, lucrarea este una de magie și astrologie, care, asemenea unui manual, învață cititorul ce ierburi să folosească, ce sacrificii să facă și ce formule să rostească atunci când dorește să invoce puterea uneia dintre planete. Pe bună dreptate, titlul original înseamnă de fapt Călăuza înțeleptului. Deși de o lungime considerabilă, următorul pasaj redă foarte bine conexiunea dintre acestea și hermetism: ”Mercur cel Plin-De-Înțelepciune spune că, pentru a acapara caracterul unei anumite planete, a-i obține puterea și a-i folosi spiritul special trebuie să știi mâncarea, băutura, țesătura, mirosul timpul, profesia, materialul, cererile, animalul de sacrificat, pietre inscripționate sau amuletele, proporțiile astronomice și spiritele revelatoare și tot ceea ce este în legătură cu aceste planete, pentru a putea reuși în a conecta puterea cerului cu cea a pământului.”  Pe lângă menționarea explicită a lui Hermes cu apelativul ”Mercur” și pe lângă trimiterea la acel ”ce e sus așa e și jos” din Tabula Smaragdina, fragmentul aproape că reia mot-a-mot pasajul ”calitatea acestor zei constă în ierburi, în pietre și în miresme, care conțin natura propriilor lor divinități. De aceea, acestor zei le plac sacrificiile, imnurile și rugăciunile dese și suava muzică o aseamănă cu armonia cerească.”  din Corpus Hermeticum.

## Idris ca Enoh
În general, Idris este identificat cu Enoh de comentatori precum Tabari sau Al-Baizawi.  Pe baza legendelor despre ridicarea lui Enoh la cer pentru a primi învățătură, identificarea a venit oarecum facil. Astfel Idris devine urmașul lui Adam. În islam el este fiul lui Yarid și al Barkanahei, soțul Aadanahei și tatăl lui Matusalem. În consecință, Idris este străbunicul lui Noe.